# Eine Frage der Schuld

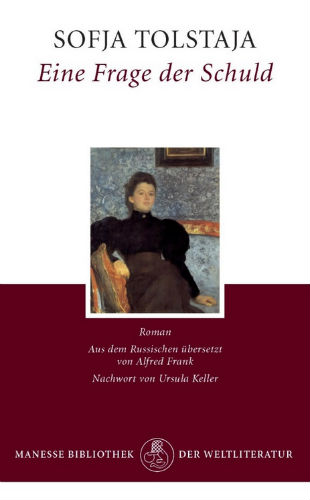
Eine Frage der Schuld aus der Manesse Bibliothek der Weltliteratur (2008)

Eine Frage der Schuld (russisch Чья вина? (По поводу Крейцеровой Сонаты Льва Толстого). Написано женой Льва Толстого – Wessen Schuld? (Aus Anlass der Kreutzersonate Lew Tolstois). Geschrieben von der Ehefrau Lew Tolstois.) ist ein Roman von Sofja Andrejewna Tolstaja. Er wurde 1893 verfasst, jedoch erst 1994 in Russland erstmals veröffentlicht. 
Sofja Tolstaja schrieb den Roman als Gegenentwurf zur Novelle Die Kreutzersonate ihres Ehemannes Lew Nikolajewitsch Tolstoi. Der vollständige deutsche, nicht wörtlich übersetzte Titel lautet Wessen Fehl? Die Erzählung einer Frau. (Anlässlich der Kreutzersonate Lew Tolstois). Niedergeschrieben von der Gattin Lew Tolstois in den Jahren 1892/1893. Das Sujet ihrer literarischen Replik entspricht dem der Kreutzersonate, eines verhängnisvollen Ehedramas, das mit dem Mord des eifersüchtigen Ehemannes an seiner von ihm der Untreue verdächtigten Frau endet. Während in Tolstois Erzählung die Geschehnisse jedoch aus der Perspektive des männlichen Protagonisten dargestellt werden, erzählt Sofja Tolstaja die Geschichte vom Standpunkt der Frau.

## Inhalt
Anna, die Hauptfigur, ist 18 Jahre alt, als Fürst Prosorski, ein Freund ihrer Mutter, ihr einen Heiratsantrag macht. Über das Ansinnen des viele Jahre älteren Mannes ist sie einerseits erschrocken, fühlt sich andererseits aber auch geschmeichelt. Das böse Erwachen kommt jedoch bereits in der Hochzeitsnacht, in der Anna zum ersten Mal im Leben einem Mann nahekommt, worauf der erfahrene Fürst Prosorski jedoch wenig Rücksicht nimmt. 
Anna zieht zu ihrem Mann auf dessen Landgut und trifft dort auf eine frühere Geliebte des Fürsten, eine Tagelöhnerin auf dem Gut. Als Anna ihr erstes Kind bekommt, interessiert sich der Fürst nur mäßig dafür; er überlässt ihr die Fürsorge für Haushalt und Familie und beschäftigt sich weitgehend mit seinen eigenen Interessen. Immer häufiger kommt es zu Auseinandersetzungen zwischen den Ehepartnern. Die träumerische junge Anna vermisst Verständnis und Wertschätzung; Prosorski wacht übertrieben eifersüchtig über seine schöne Frau. 
Eines Tages kommt ein Jugendfreund des Fürsten, Dmitri Bechmetew, zu Besuch auf das Landgut. Er und Anna fühlen sich gleich zueinander hingezogen; Bechmetew ist im Gegensatz zu Prosorski ein einfühlsamer und kunstsinniger Mensch. Trotz der krankhaften Eifersucht des Fürsten finden die beiden immer wieder Gelegenheiten, Zeit miteinander zu verbringen; sie lesen sich gegenseitig vor, malen und unternehmen Ausritte. Bechmetew hat jedoch eine schwache Konstitution und muss Russland verlassen. Am Abend vor seiner Abreise nach Griechenland besucht Anna nach einem furchtbaren Streit mit ihrem Mann Bechmetew ein letztes Mal. Als sie nach Hause zurückkehrt, erschlägt der Fürst sie in einem Wutanfall mit einem Briefbeschwerer.

## Autobiographischer Hintergrund
Die Analogien zwischen Sofja Tolstaja und ihrer Protagonistin Anna sind zahlreich und offensichtlich: die Heirat eines jungen Mädchens mit einem viel älteren Mann, die ganz und gar nicht romantische Erfahrung der Hochzeitsnacht, die Ernüchterung in den Flitterwochen, die leibeigene einstige Geliebte des Ehemannes, der die junge Ehefrau zu begegnen fürchtet, das Desinteresse des Ehemannes an der Geburt des ersten Kindes und später am Familienleben insgesamt, die ständige Suche nach Anerkennung durch den Ehemann, die Konflikte und Versöhnungen im Zusammenleben mit Tolstoi.

## Editionsgeschichte
Sofja Tolstajas Roman wurde zu Lebzeiten nicht veröffentlicht. Möglicherweise scheute sie selbst den Vergleich mit ihrem weltberühmten Ehemann; vielleicht wagte aber auch niemand, dem großen Schriftsteller Lew Tolstoi die Gegenstimme seiner Frau zuzumuten. Zudem beschäftigt sich Tolstaja in ihrem Roman als eine der ersten Schriftstellerinnen Russlands mit dem Tabuthema der Sexualität. Auch dies ist einer der möglichen Gründe für die späte Veröffentlichung. 1994 wurde der Roman in Russland in einer Zeitschrift abgedruckt, 2008 erstmals übersetzt und auf Deutsch veröffentlicht.

## Ausgaben
- Eine Frage der Schuld. Übersetzt von Alfred Frank. Manesse Verlag, Zürich 2008, ISBN 978-3-7175-2150-1

darin: Kurze Autobiografie der Gräfin Sofja Andrejewna Tolstaja mit Datum vom 28. Oktober 1913, übersetzt von Ursula Keller, S. 217–286.
darin: Nachwort der Herausgeberin Ursula Keller, S. 299–315.